# Бенінська бронза

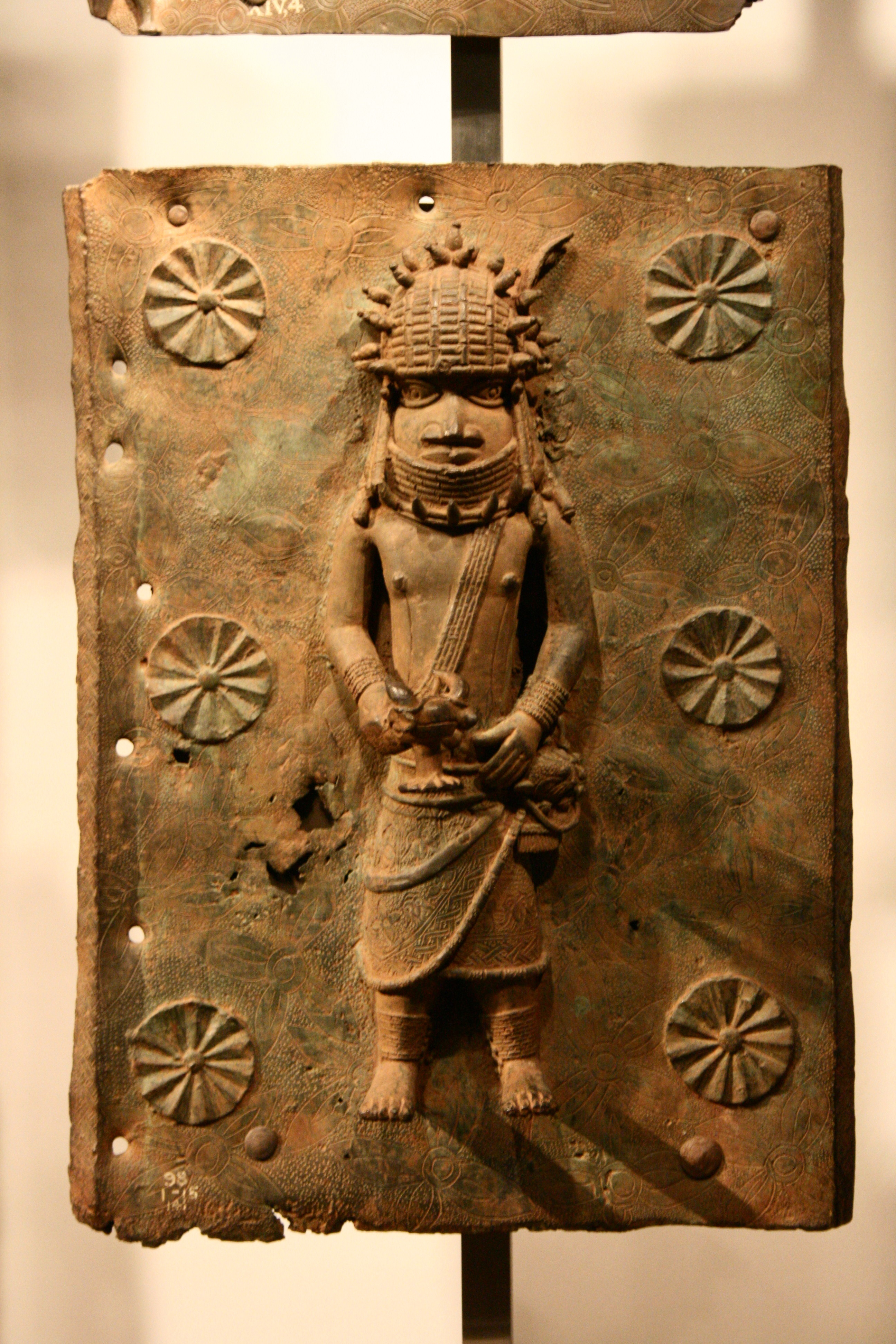
Латунна пластина з Нігерії в колекції Британського музею

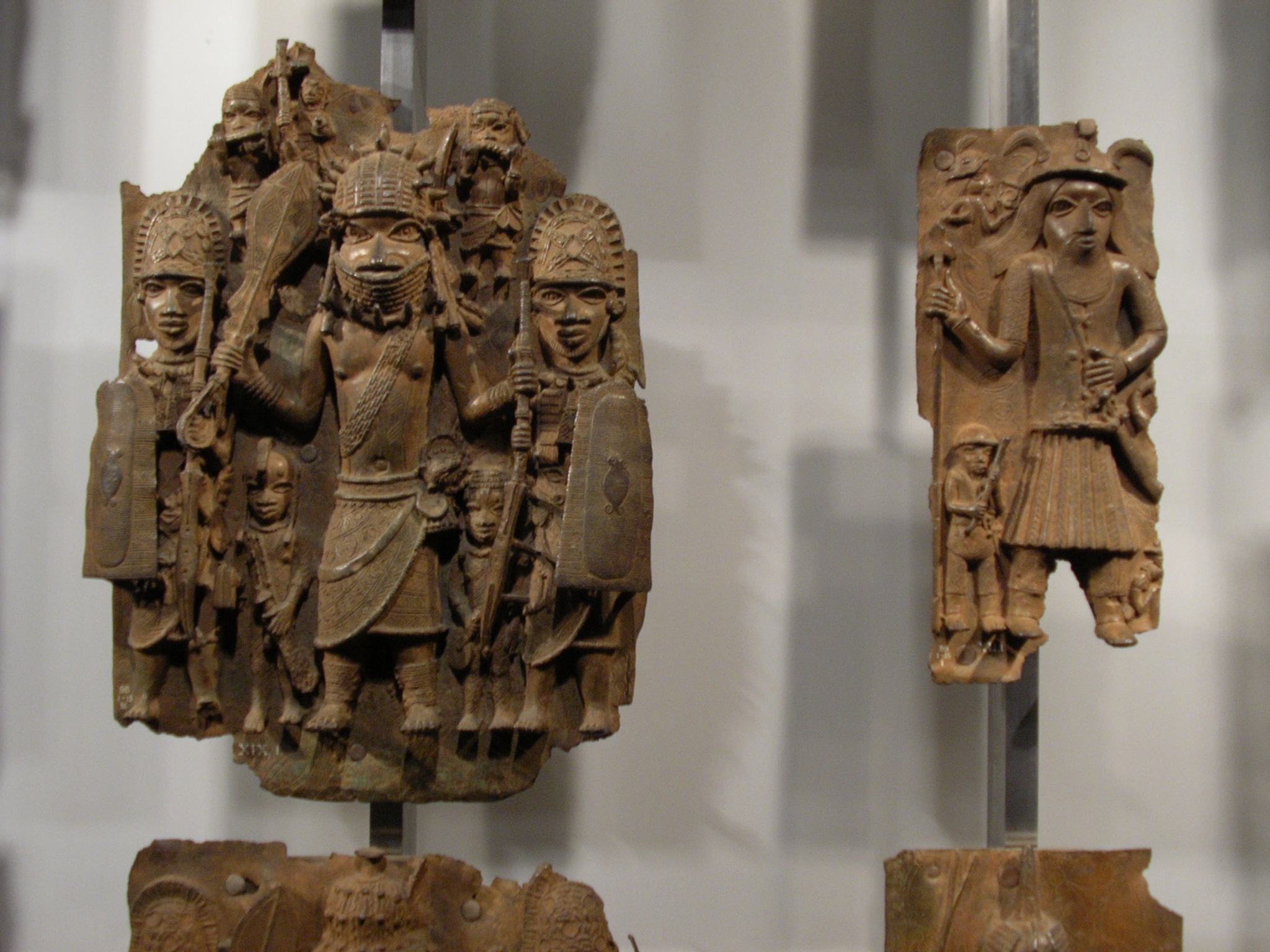
Дві типові пластини: ліва зображує воїна, обабіч якого — два щитоносця.

Бенінська бронза — колекція з більш ніж 1000 латунних пластин із зображеннями з палацу правителя Бенінської держави. Назва подвійно неточна — не лише через матеріал, але й тому, що кордони середньовічного королівства не збігалися з межами сучасних держав, і палац знаходився на території сучасної Нігерії, а не сусіднього Беніну.
У 1897 пластини були захоплені британськими військами під час бенінської каральної експедиції й передані в Форин-офіс. Близько 200 предметів згодом були передані в Британський музей, решта розійшлися по приватних колекціях. У Британському музеї пластини виставлені в залі 25 Африканського крила. Чимало цих виробів потрапило до Німеччини Етнологічний музей (Берлін) та США.
«Бронзові» (власне латунні) вироби зображують низку сцен, у тому числі зображення тварин, риб, людей та сцени придворного життя. Зображення відлито попарно, хоча кожний виріб виготовлявся індивідуально. Фахівці вважають, що спочатку ці латунні прикраси були прилаштовані до стін і стовпів палацу, при цьому деякі з них служили як настанови з придворного протоколу для прибулих до двору.
Бронзові вироби з Нігерії збудили в Європі великий інтерес до африканської культури. На думку істориків, бенінські пластини були відлиті в 13-16 століттях.
Нігерія, на території якої перебувала значна частина бенінської держави, в 1950-1970-ті викупила у Британського музею близько 50 предметів та виступає за повернення інших.